# Hashemi Shahroudi
El gran ayatolá Mahmud Hashemi Shahroudi (en persa: محمود هاشمی شاهرودی, Náyaf, 1 de septiembre de 1948-Teherán, 24 de diciembre de 2018) fue un religioso y político iraní y Marja chiita.

## Biografía
Sharoudi fue líder de la Asamblea Suprema Islámica de Irak y jefe del organismo judicial iraní desde 1999 hasta 2009. Era miembro del Consejo de Guardianes.